# 榊原記念病院
榊󠄀原記念病院（さかきばらきねんびょういん）は、東京都府中市にある医療機関。公益財団法人榊󠄀原記念財団が運営する循環器専門の病院である。

## 診療科・部門
- 循環器内科
- 心臓血管外科
- 末梢血管外科
- 小児循環器科
- 産婦人科
- 臨床遺伝科

## 沿革
- 1977年(昭和52年)11月 - 東京都渋谷区代々木二丁目（新宿駅南口近く）に開院
- 2003年(平成15年)12月 - 代々木院の老朽化・狭小化により府中市の現在地に移転

## 施設の指定等
- 保険医療機関
- 指定自立支援医療機関（更生医療・育成医療）
- 身体障害者福祉法指定医の配置されている医療機関
- 地域医療支援病院

## 交通アクセス
構内にバス停があり、周辺を走行する路線バス(一部系統を除く)が乗り入れている。
- 京王線飛田給駅北口より、徒歩約15分または京王バス約5分。
- 京王線府中駅より、ちゅうバス約30分
- 西武多摩川線多磨駅より、徒歩約15分または京王バス約6分。
- JR中央線三鷹駅南口より、小田急バス約30分。

## 関連人物
- 榊原仟 - 病院創設者。

## 関連施設
- 榊原記念クリニック - 当院の外来部門。1982年に新宿NSビル内に開設[3]。2024年にかつての代々木院の場所に移転予定[4]。
- 心臓病センター榊原病院 - 榊原仟の兄の榊原亨が創設。岡山市にある。